# Октябрьонок (присілок)
Октябрьонок (рос. Октябрёнок) — присілок у Тихвінському районі Ленінградської області Російської Федерації.
Населення становить 0 осіб. Належить до муніципального утворення Цвильовське сільське поселення.

## Історія
Населений пункт розташований на історичній Новгородській землі, знищеній Московським царством у 15 столітті.
Згідно із законом від 1 вересня 2004 року № 52-оз належить до муніципального утворення Цвильовське сільське поселення.

## Населення
| 1997 | 2002 | 2007 | 2010 |
| ---- | ---- | ---- | ---- |
| 0    | ↗5   | ↘0   | →0   |